# Echinotriton
Echinotriton es un género de anfibios caudados de la familia Salamandridae. Lo forman tres especies de tritones autóctonos del este de Asia que se distribuyen desde el este-sudeste de China, Taiwán hasta el sur de Japón.

## Especies
Se reconocen las siguientes según ASW:
- Echinotriton andersoni (Boulenger, 1892)
- Echinotriton chinhaiensis (Chang, 1932)
- Echinotriton maxiquadratus[2] Hou, Wu, Yang, Zheng, Yuan & Li, 2014